# 하노이 지하철 3호선
하노이 지하철 3호선은 베트남 하노이시의 도시 철도인 하노이 지하철의 노선이다. 2024년 8월 8일에 뇬역~꺼우저이역 구간이 개통하였다.

## 특징
- 노선거리(영업구간): 12.5 km
- 표준궤도간격: 1,435mm
- 역수: 12개 역
- 복선구간: 전 노선
- 전기구간: 전 노선(직류 750V, 제3궤조 방식)
- 주행방향: 우측통행

## 건설
건설 시공사는 대한민국의 현대건설과 이탈리아의 겔라의 합작법인(지분율은 현대건설 70%·겔라 30%), 발주처는 하노이인민위원회(HPC) 산하 도시철도관리위원회(MRB)이다. 총사업비는 2억 9645만 달러이다. 공사기간은 2017년 2월부터 2021년 3월까지 49개월이었으나, 건설 부지 인도 지연과 공사 대금 미지급 반복 등 일련의 문제 발생으로 2021년 7월부터 2024년까지 공사가 중단되었다.

## 역
| 역 번호 | 역명              | 베트남어 역명           | 한자 역명    | 접속 노선                                              | 소재지 | 소재지     |
| ------- | ----------------- | ----------------------- | ------------ | ------------------------------------------------------ | ------ | ---------- |
| V1      | 뇬역              | hổn                     | 呠           |                                                        | 하노이 | 박뜨리엠군 |
| V2      | 민카이역          | Minh Khai               | 明開         |                                                        | 하노이 | 박뜨리엠군 |
| V3      | 푸지엔역          | Phú Diễn                | 富演         |                                                        | 하노이 | 박뜨리엠군 |
| V4      | 꺼우지엔역        | Cầu Diễn                | 梂演         |                                                        | 하노이 | 남뜨리엠군 |
| V5      | 레둑토역          | Lê Đức Thọ              | 黎德壽       |                                                        | 하노이 | 꺼우저이군 |
| V6      | 하노이 국가대학역 | Đại học Quốc gia Hà Nội | 大學國家河內 |                                                        | 하노이 | 꺼우저이군 |
| V7      | 쭈어하역          | Chùa Hà                 | 寺河         |                                                        | 하노이 | 꺼우저이군 |
| V8      | 꺼우저이역        | Cầu Giấy                | 梂紙         |                                                        | 하노이 | 바딘군     |
| V9      | 낌마역            | Kim Mã                  | 金馬         |                                                        | 하노이 | 바딘군     |
| V10     | 깟린역            | Cát Linh                | 吉靈         | 2A 2A호선                                              | 하노이 | 동다군     |
| V11     | 반미에우역        | Văn Miếu                | 文廟         |                                                        | 하노이 | 동다군     |
| V12     | 하노이역          | Hà Nội                  | 河內         | 남북선 하노이-하이퐁선 하노이-동당선 하노이-꽌찌에우선 | 하노이 | 동다군     |

## 같이 보기
- 하노이 지하철
- 하노이 시